# Schefflera angustifolia
Schefflera angustifolia là một loài thực vật có hoa trong Họ Cuồng cuồng. Loài này được Merr. mô tả chính thức lần đầu tiên vào năm 1905 và ấn phẩm được phát hành vào năm 1906.